# Bayangol (Selenge)
Pour les articles homonymes, voir Bayangol.
Bayangol (mongol : ᠪᠠᠶᠠᠨᠭᠣᠣᠯ
ᠰᠤᠮᠤ, VPMC : bayangool sumu, cyrillique : Баянгол сум, MNS : bayangol sum) est un sum (district) de la province de Selenge au nord de la Mongolie.